# This War is Ours (canción)
«This War Is Ours (The Guillotine Part II)» (Esta Guerra es Nuestra (La Guillotina, Parte 2)) es el cuarto sencillo del álbum homónimo a la canción, de la banda Escape The Fate.
El video musical fue lanzado el 2 de abril de 2010, fue grabado en vivo en el Yost Theater de Santa Ana (California) el 9 de enero de 2010. Se ve a la banda tocando en vivo, mientras que en el interludio Bryan empieza a volar, también se ve a la banda con unas mujeres donde al final entran a un cuarto y en la puerta hay un letreto que dice "Escape the fate, no molestar".
La canción es la segunda parte de la canción de The Guillotine cantada por Ronnie Radke. Esta canción fue escrita por Craig Mabbitt y cantada por él, con ayuda de Max Green en los guturales.

## Personal
- Craig Mabbitt - voces
- Max Green - bajo, coros
- Bryan Money - guitarra principal y rítmica, coros
- Robert Ortiz - batería

- Datos: Q6145997